# Øvre Dividal Nemzeti Park
Az Øvre Dividal Nemzeti Park Norvégia északi Troms megyéjében, Målselv község területén, a Skandináv-hegységben található. Létrehozásának eredeti célja az volt, hogy egy kevéssé látogatott belső völgyet védelem alá helyezzenek. A nemzeti parkon áthalad a Nordkalottruta nevű nemzetközi túraútvonal.

## Flóra és fauna

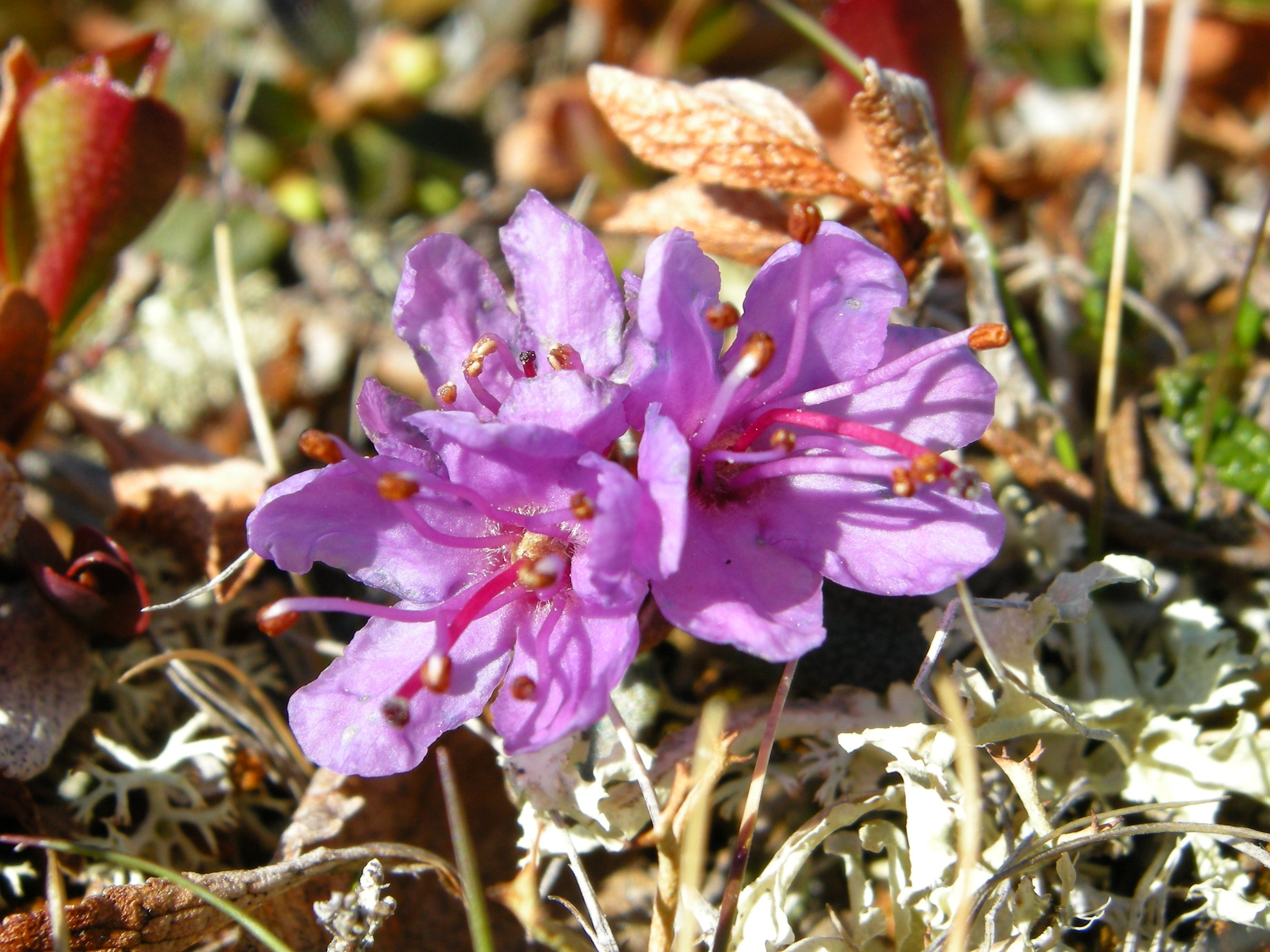
Sarki rododendron (Rhododendron lapponica)

Az alsóbb szinteken lévő fenyőerdőket magasabban alpesi nyírerdők váltják fel, majd ritkás fűz és törpenyír következik az alpesi tundrán.  A Divi folyó mentén él a hamvas éger (Alnus Incata). Összesen 315 növényfajt hegyeztek fel. A rododendron egyik faja (Rhododendron lapponicum) is megtalálható itt.
A ragadozó emlősök közül gyakori a rozsomák, előfordul a szürke farkas, az eurázsiai hiúz és a sarki róka. Néha barnamedvék is látogatnak ide.

## Kapcsolódó szócikkek

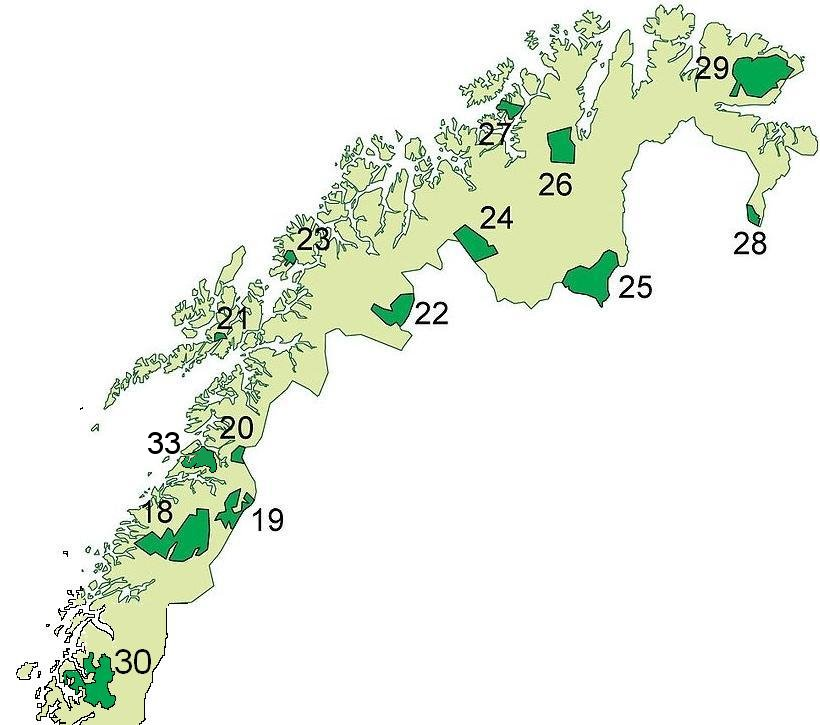
Észak-Norvégia nemzeti parkjai. Az Øvre Dividal a 22. számú

## Éghajlat
228 méteres tengerszint feletti magasságú szakaszán Dividalen a második legszárazabb völgy Norvégiában, évi mindössze 282 mm csapadékkal. A hőmérséklet januári átlaga -9 °C, a júliusi 13 °C. Az évi átlaghőmérséklet 0,8 °C. 700 méter feletti magasságon a talaj állandóan fagyott (permafroszt).